# Acanthobdella livanowi
A Acanthobdella livanowi é uma espécie de sanguessuga do género Acanthobdella da família Acanthobdellidae. Recebeu o nome do zoólogo soviético Nikolai Livanov. Por algum tempo, foi proposto separar em um género separado a Paracanthobdella e até mesmo a família a Paracanthobdellidae, o que não foi aprovado pela comunidade científica. A Acanthobdella livanowi é uma sanguessuga que ainda foi pouco estudada.

## Descrição
Em tamanho e aparência assemelha-se à espécie Acanthobdella peledina. A principal diferença deste último é a ventosa profunda primitiva disponível na parte frontal (consiste em 5 segmentos). Os indivíduos jovens da Acanthobdella livanowi não têm ventosas. Ela também tem uma cabeça aparentemente destacada. O corpo consiste em somitos de 5 anéis.

## Distribuição
É uma espécie estenobiótica. Encontra-se em rios e lagos estenotérmicos e principalmente montanhosos ou árcticos. Leva um estilo de vida parasita (ectoparasita). Alimenta-se de sangue e tecidos externos amolecidos de salmão. É uma espécie endémica da Rússia . Pode ser encontrada em lagos perto do vulcão Ushkovsky em Kamchatka e no rio Anadyr (Chukotka).